# Гринвуд (Южная Каролина)
Гринвуд (англ. Greenwood, в буквальном переводе — Зелёный лес) — крупнейший город и административный центр одноимённого округа в штате Южная Каролина в Соединённых Штатах Америки.
Согласно результатам переписи населения США, проведённой в 2020 году, число жителей города составляло 22 545 человек, что немного меньше (−2,9%), чем было во время предыдущей переписи прошедшей в 2010 году (23 222 человек).

## История
В 1823 году Джон Макгихи и его жена Шарлотта построили летний домик под названием «Грин Вуд» (англ. Green Wood) на полпути между городами Абвиль и Кембридж, где природа была еще девственной. Неподалеку, в 1837 году, была основана деревня Вудвилл (англ. Woodville) с отделением Почтовой службы США. К 1850 году название деревни, где тогда проживало менее тысячи человек, было изменено на Гринвуд. Поселение быстрь разрослось с приходом железной дороги Greenville & Columbia Railroad, построенной в 1852 году. 

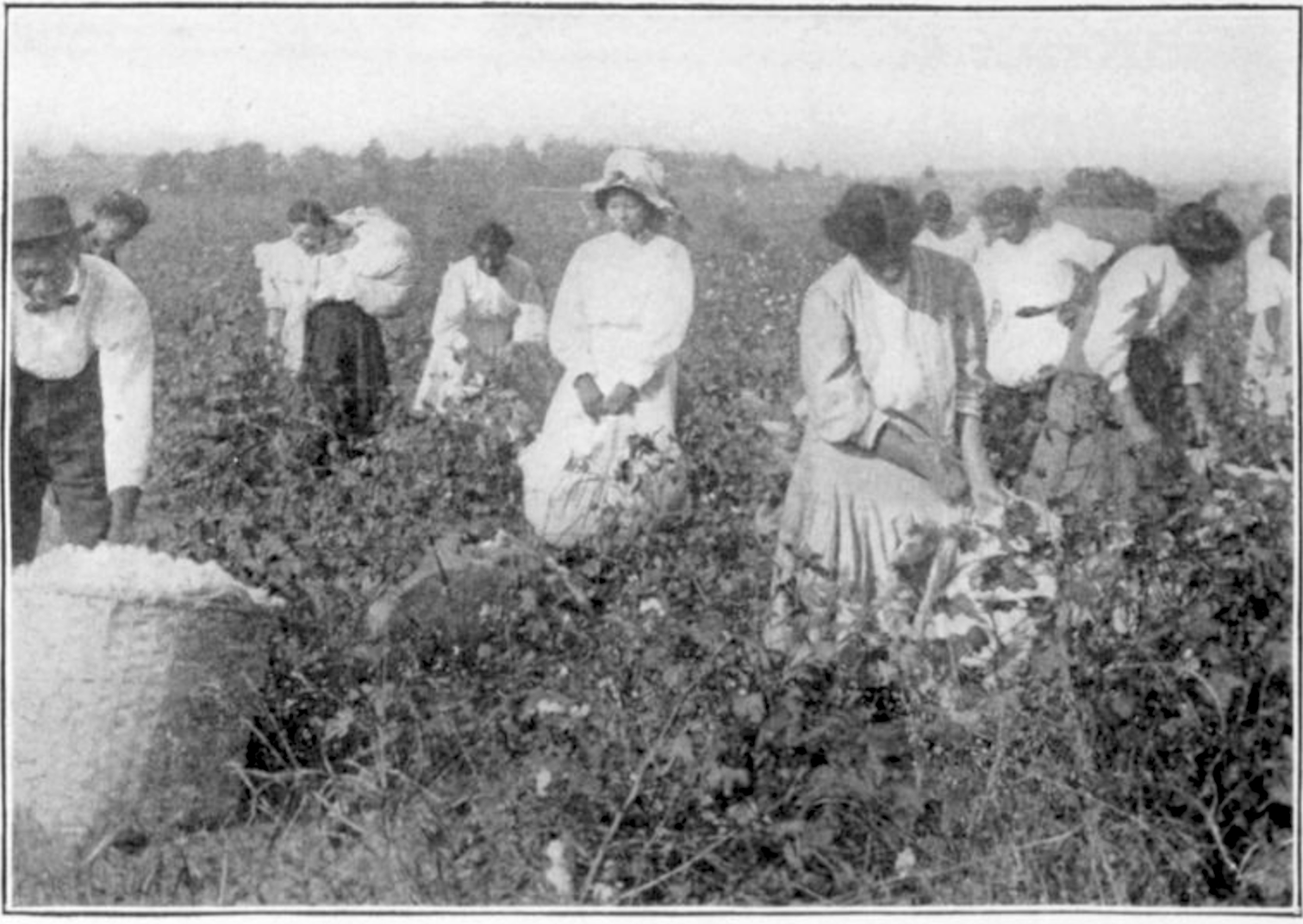
Студенты Институт Брюэра на школьном хлопковом поле (1909 год)

В 1872 году Американская миссионерская ассоциация (AMA) основала в Гринвуде Институт Брюэра — сегрегированную школу для афроамериканских студентов, который изначально был частной школой-интернатом, а к 1925 году стал государственной школой, которая просуществовала до 1970 года, когда была закрыта за ненадобностью. AMA также построила больницу Брюэра в Гринвуде, чтобы способствовать расовой интеграции сообщества. Открытие состоялось 24 мая 1924 года.
Гринвуд изначально был железнодорожным и сельскохозяйственным городом, пока в 1890 году, когда Уильям Л. Дёрст не открыл здесь хлопчатобумажную фабрику, а затем стал развивать и местное текстильное производство.

## География

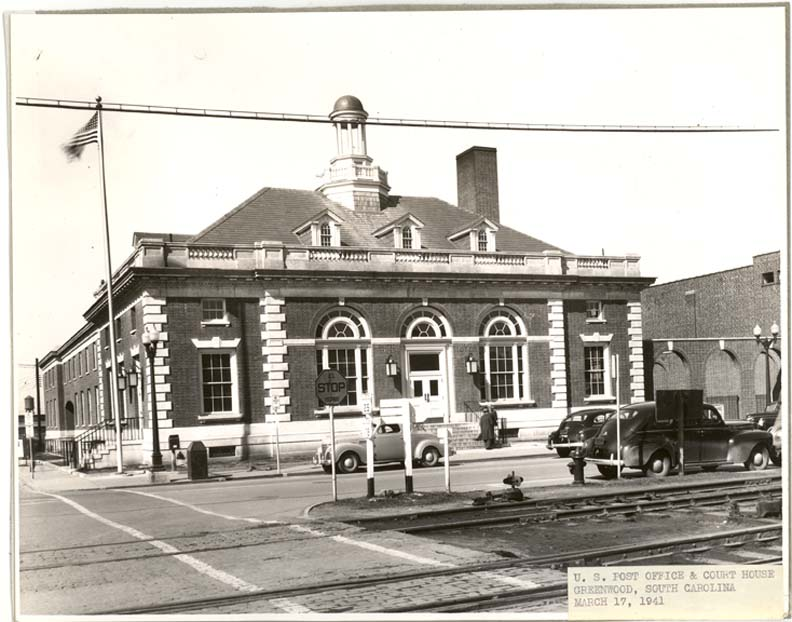
Отделение полиции и здание суда (1941 год)

Гринвуд расположен немного северо-западнее географического центра одноимённого округа на высоте около двухсот метров над уровнем моря. 
В соответствии с данными указанными на сайте центрального статистического органа страны — Бюро переписи населения США, общая площадь города составляет 16,3 квадратных мили (42,3 км²), из которых 16,2 квадратных мили (42,0 км²) приходится на сушу и 0,1 квадратных мили (0,3 км² или 0,72%) занимает водная поверхность.
Территория вокруг Гринвуда известна местным жителям как «Озёрный край» из-за нескольких озёр, подходящих для любительской рыбалки, и разнообразного рельефа для пешеходных туристических маршрутов.